# Trialeurodes asplenii
Trialeurodes asplenii es un insecto hemíptero de la familia Aleyrodidae.
Fue descrito científicamente por Carapia-Ruiz en 2003.